# Erscheinung von Soriano
Die Erscheinung von Soriano ist ein Gemälde von Giovanni Francesco Barbieri, il Guercino genannt.

## Darstellung
Das Gemälde stellt ein Ereignis in der Ikonographie des Dominikaner-Ordens dar: die Erscheinung von Maria vor einem Dominikaner des Klosters von Soriano Calabro, die in der Nacht von 15. September 1530 stattgefunden haben soll.
Dem Laienbruder Lorenzo da Grotteria sei Maria mit Maria Magdalena und der heiligen Katharina von Alexandrien erschienen. Am Ende der Erscheinung sei in den Händen des erstaunten Mönchs ein Gemälde geblieben, das den Gründer des Ordens, den heiligen Dominikus, darstellte, der in einer Hand eine Buch und in der anderen eine Lilie hielte, die Symbole die die Weisheit der Mitglieder des Ordens beziehungsweise ihre Reinheit darstellen.

## Geschichte
Das Bild der Erscheinung von Soriano des Guercino wurde bei dem Künstler durch den Konsul Bernardino Borno aus Verona bestellt. Das Werk war ein Jahr später als Altarbild in der Kirche des Klosters der Dominikaner in Bozen installiert. 1785 wurde das Bild in die Pfarrkirche verlegt. 1979 wurde das Bild in einer eigens errichteten Kapelle der dominikanischen Kirche von Bozen wieder aufgestellt. Zu diesem Bild gibt es drei vorbereitende Skizzen, von denen zwei in der National Gallery of Ireland in Dublin liegen, und die dritte sich in Stuttgarter Privateigentum befindet.

## Weitere Darstellungen
Es gibt zahlreiche Ausführungen der Erscheinung von Soriano in dominikanischen Kirchen, darunter:
- San Sisto Vecchio, Rom
- Santi Domenico e Sisto, Rom
- Santa Maria sopra Minerva, Rom
- Chiesa di San Pietro Martire, Neapel

Weitere befinden sich in dominikanischen Kirchen in Florenz, Sevilla, Gent usw.